# Neurology
Neurology ist eine medizinische Fachzeitschrift. Die Beiträge durchlaufen ein Peer-Review-Verfahren und behandeln alle Teilgebiete der Neurologie. Die Zeitschrift erscheint in 48 Ausgaben jährlich und wird von Lippincott Williams & Wilkins herausgegeben. Neurology ist die Zeitschrift der American Academy of Neurology (AAN) und wird seit 1951 verlegt.
Der Impact Factor der Zeitschrift lag im Jahr 2018 bei 8,689.